# Saturn-Award-Verleihung 2010
Die 36. Saturn-Award-Verleihung fand am 24. Juni 2010 statt. Erfolgreichste Produktion mit zehn Auszeichnungen wurde Avatar – Aufbruch nach Pandora.

## Nominierungen und Gewinner

### Film
| Kategorie                               | Preisträger                                                  | Film                           | Nominierungen |
| --------------------------------------- | ------------------------------------------------------------ | ------------------------------ | --- |
| Bester Science-Fiction-Film             |                                                              | Avatar – Aufbruch nach Pandora | The Book of Eli Knowing – Die Zukunft endet jetzt Moon Star Trek Transformers – Die Rache X-Men Origins: Wolverine |
| Bester Horrorfilm                       |                                                              | Drag Me to Hell                | The Box – Du bist das Experiment Frozen – Eiskalter Abgrund The Last House on the Left New Moon – Biss zur Mittagsstunde Zombieland |
| Bester Fantasyfilm                      |                                                              | Watchmen – Die Wächter         | Harry Potter und der Halbblutprinz In meinem Himmel Die Frau des Zeitreisenden Wo die wilden Kerle wohnen |
| Bester Action-/Adventure-/Thriller-Film |                                                              | Inglourious Basterds           | 2012 Brothers Tödliches Kommando – The Hurt Locker Gesetz der Rache The Messenger – Die letzte Nachricht Sherlock Holmes |
| Bester internationaler Film             |                                                              | District 9                     | 96 Hours Durst Das Kabinett des Doktor Parnassus Lornas Schweigen Red Cliff |
| Bester Animationsfilm                   |                                                              | Monsters vs. Aliens            | Der fantastische Mr. Fox Disneys Eine Weihnachtsgeschichte Ice Age 3 – Die Dinosaurier sind los Küss den Frosch Oben |
| Beste Regie                             | James Cameron                                                | Avatar – Aufbruch nach Pandora | Neill Blomkamp für District 9 Quentin Tarantino für Inglourious Basterds Guy Ritchie für Sherlock Holmes J. J. Abrams für Star Trek Kathryn Bigelow für Tödliches Kommando – The Hurt Locker Zack Snyder für Watchmen – Die Wächter |
| Bestes Drehbuch                         | James Cameron                                                | Avatar – Aufbruch nach Pandora | Neill Blomkamp & Terri Tatchell für District 9 Quentin Tarantino für Inglourious Basterds Alex Kurtzman & Roberto Orci für Star Trek Alex Tse & David Hayter für Watchmen – Die Wächter Spike Jonze & Dave Eggers für Wo die wilden Kerle wohnen |
| Beste Spezialeffekte                    | Joe Letteri Robert Rosenbaum Richard Baneham Andrew R. Jones | Avatar – Aufbruch nach Pandora | Volker Engel, Marc Weigert & Mike Vézina für 2012 Dan Kaufman, Peter Muyzers, Robert Habros & Matt Aitken für District 9 Tim Burke, John Richardson, Nicolas Aithadi & Tim Alexander für Harry Potter und der Halbblutprinz Roger Guyett, Russell Earl, Paul Kavanagh & Burt Dalton für Star Trek John Des Jardin, Peter G. Travers, Joel Whist & Jessica Norman für Watchmen – Die Wächter |
| Beste Musik                             | James Horner                                                 | Avatar – Aufbruch nach Pandora | Tarô Iwashiro für Red Cliff Christopher Young für Drag Me to Hell Hans Zimmer für Sherlock Holmes Brian Eno für In meinem Himmel Michael Giacchino für Oben |
| Beste Ausstattung                       | Rick Carter Robert Stromberg                                 | Avatar – Aufbruch nach Pandora | Philip Ivey für District 9 Stuart Craig für Harry Potter und der Halbblutprinz Sarah Greenwood für Sherlock Holmes Scott Chambliss für Star Trek Alex McDowell für Watchmen – Die Wächter |
| Bestes Kostüm                           | Michael Wilkinson                                            | Watchmen – Die Wächter         | Timmy Yip für Red Cliff Jany Temime für Harry Potter und der Halbblutprinz Anna B. Sheppard für Inglourious Basterds Colleen Atwood für Nine Jenny Beavan für Sherlock Holmes |
| Bestes Make-Up                          | Barney Burman Mindy Hall Joel Harlow                         | Star Trek                      | Joe Dunckley, Sarah Rubano & Frances Richardson für District 9 Gregory Nicotero & Howard Berger für Drag Me to Hell Mike Smithson & John Rosengrant für Terminator: Die Erlösung Gregory Nicotero & Howard Berger für The Book of Eli Sarah Monzani für Das Kabinett des Doktor Parnassus                                                                                                   |
| Bester Hauptdarsteller                  | Sam Worthington                                              | Avatar – Aufbruch nach Pandora | Tobey Maguire für Brothers Sam Rockwell für Moon Robert Downey Jr. für Sherlock Holmes Denzel Washington für The Book of Eli Viggo Mortensen für The Road |
| Beste Hauptdarstellerin                 | Zoe Saldana                                                  | Avatar – Aufbruch nach Pandora | Natalie Portman für Brothers Alison Lohman für Drag Me to Hell Mélanie Laurent für Inglourious Basterds Charlize Theron für Auf brennender Erde Catherine Keener für Wo die wilden Kerle wohnen |
| Bester Nebendarsteller                  | Stephen Lang                                                 | Avatar – Aufbruch nach Pandora | Christoph Waltz für Inglourious Basterds Jude Law für Sherlock Holmes Frank Langella für The Box – Du bist das Experiment Stanley Tucci für In meinem Himmel Woody Harrelson für Zombieland |
| Beste Nebendarstellerin                 | Sigourney Weaver                                             | Avatar – Aufbruch nach Pandora | Lorna Raver für Drag Me to Hell Diane Kruger für Inglourious Basterds Rachel McAdams für Sherlock Holmes Susan Sarandon für In meinem Himmel Malin Åkerman für Watchmen – Die Wächter |
| Bester Nachwuchsschauspieler            | Saoirse Ronan                                                | In meinem Himmel               | Taylor Lautner für New Moon – Biss zur Mittagsstunde Bailee Madison für Brothers Brooklynn Proulx für Die Frau des Zeitreisenden Max Records für Wo die wilden Kerle wohnen Kodi Smit-McPhee für The Road |

### Fernsehen
| Kategorie                             | Preisträger   | Film                        | Nominierungen |
| ------------------------------------- | ------------- | --------------------------- | --- |
| Beste Fernsehpräsentation             |               | Torchwood                   | Alice Doctor Who Nummer 6 Die Tudors V – Die Besucher |
| Beste Network-Fernsehserie            |               | Lost                        | Chuck Fringe – Grenzfälle des FBI Ghost Whisperer – Stimmen aus dem Jenseits Heroes Vampire Diaries |
| Beste Syndication-/Kabel-Fernsehserie |               | Breaking Bad                | Battlestar Galactica Dexter Leverage The Closer True Blood |
| Bester TV-Hauptdarsteller             | Josh Holloway | Lost                        | Bryan Cranston für Breaking Bad Zachary Levi für Chuck Michael C. Hall für Dexter David Tennant für Doctor Who Matthew Fox für Lost Stephen Moyer für True Blood                                              |
| Beste TV-Hauptdarstellerin            | Anna Torv     | Fringe – Grenzfälle des FBI | Anna Gunn für Breaking Bad Jennifer Love Hewitt für Ghost Whisperer – Stimmen aus dem Jenseits Evangeline Lilly für Lost Kyra Sedgwick für The Closer Kyra Sedgwick für The Closer Anna Paquin für True Blood |
| Bester TV-Nebendarsteller             | Aaron Paul    | Breaking Bad                | John Noble für Fringe – Grenzfälle des FBI Aldis Hodge für Leverage Jeremy Davies für Lost Michael Emerson für Lost Alexander Skarsgård für True Blood                                                        |
| Beste TV-Nebendarstellerin            | Julie Benz    | Dexter                      | Jennifer Carpenter für Dexter Hayden Panettiere für Heroes Gina Bellman für Leverage Elizabeth Mitchell für Lost Morena Baccarin für V – Die Besucher                                                         |
| Bester TV-Gastdarsteller              | Leonard Nimoy | Fringe – Grenzfälle des FBI | Raymond Cruz für Breaking Bad John Lithgow für Dexter Bernard Cribbins für Doctor Who Mark Pellegrino für Lost Michelle Forbes für True Blood                                                                 |

### Homevideo
| Kategorie                                        | Preisträger | Film                                          | Nominierungen                                                                                     |
| ------------------------------------------------ | ----------- | --------------------------------------------- | ------------------------------------------------------------------------------------------------- |
| Beste DVD-Veröffentlichung                       |             | Nichts als die Wahrheit                       | Super Capers: The Origins of Ed and the Missing Bullion Not Forgotten – Du sollst nicht vergessen |
| Beste DVD-Veröffentlichung einer Special-Edition |             | Watchmen – Die Wächter (für The Ultimate Cut) | District 9 (für die Two-Disc Edition) X-Men Origins: Wolverine (für die Two-Disc Special Edition) |
| Beste DVD-Veröffentlichung einer Fernsehserie    |             | Lost (für Staffel 5)                          | Torchwood                                                                                         |

### Ehrenpreise
| Kategorie                 | Preisträger                | Film | Nominierungen |
| ------------------------- | -------------------------- | ---- | ------------- |
| George Pal Memorial Award | Roberto Orci Alex Kurtzman |      |               |
| Life Career Award         | Irvin Kershner             |      |               |